# Hán Triệu

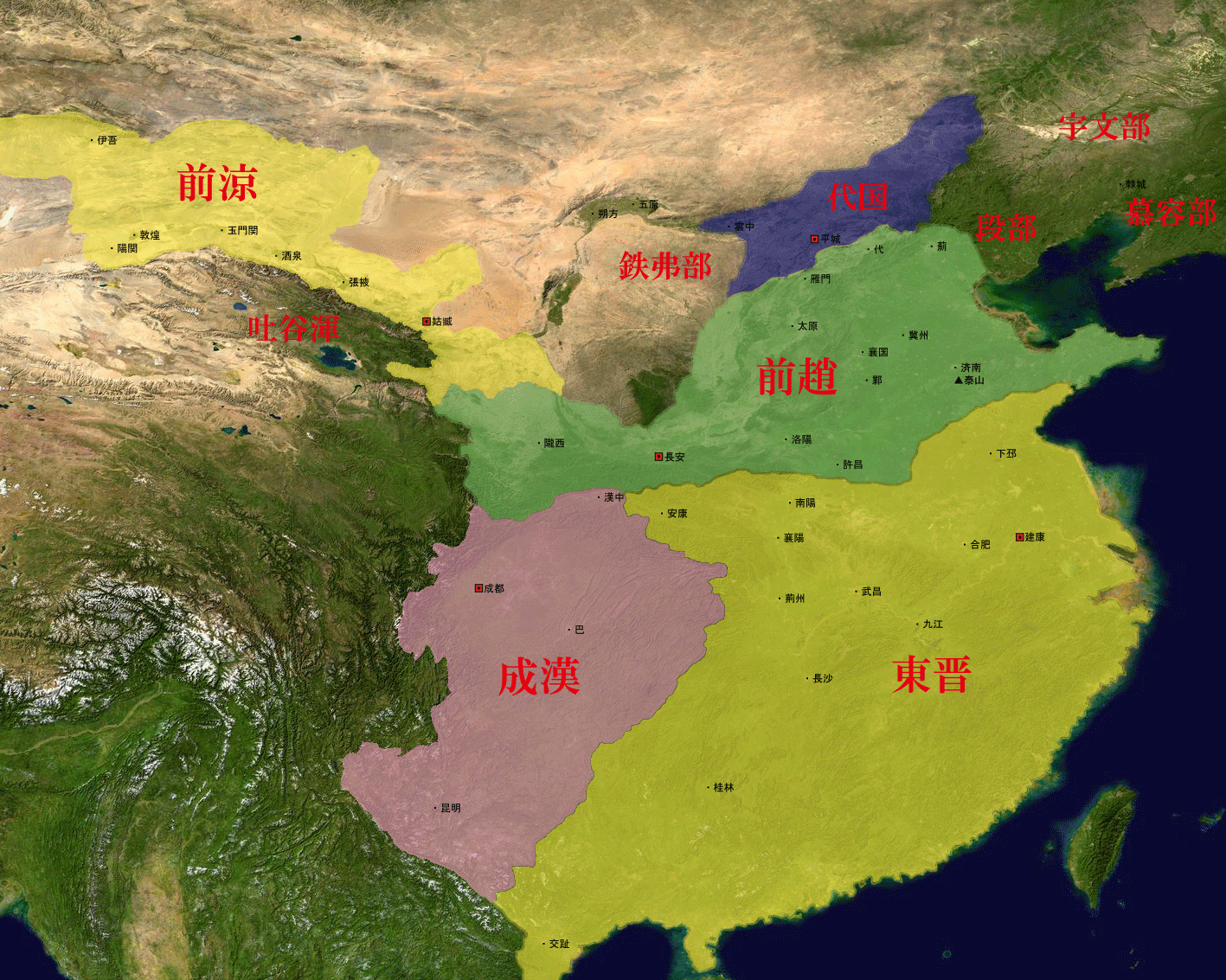
Năm 315
Hán Triệu
Đông Tấn
Thành Hán
Tiền Lương
Đại

Hán Triệu (tiếng Trung giản thể: 汉赵, phồn thể 漢趙, bính âm: Hànzhào) 304-329 là một tiểu quốc trong thời kỳ Ngũ Hồ thập lục quốc vào cuối thời kỳ nhà Tây Tấn (265-316), đầu nhà Đông Tấn (316-420). Nước này có hai tên gọi, là Hán (漢) được Lưu Uyên (劉淵) tuyên bố năm 304 và Lưu Diệu (劉曜) đổi thành Triệu (趙) năm 319, sử sách gọi là Tiền Triệu (前趙) để phân biệt với Hậu Triệu (後趙). (Lý do gọi là Tiền Triệu là khi đó một viên tướng có thế lực là Thạch Lặc (石勒) đã tách ra để thành lập nhà nước riêng của mình năm 319, ông này cũng đặt tên gọi cho quốc gia của mình là Triệu, và vì thế nhà nước của Thạch Lặc được gọi là Hậu Triệu.
Tiểu quốc này cũng có nhiều tên gọi khác như: Hung Nô Hán(匈奴漢), Hồ Hán(胡漢) hoặc Bắc Hán(北漢) - Tuy nhiên danh hiệu này hiếm khi được sử dụng vì nó dễ bị nhầm lẫn với triều đại Bắc Hán trong thời kỳ Ngũ Đại Thập Quốc.

## Tên gọi
Do cả hai quốc gia này (Hán của Lưu Uyên và Triệu của Lưu Diệu) đều được những người Hung Nô đã Hán hóa một phần, thuộc dòng họ Lưu cai trị, nên một số học giả Trung Quốc thường kết hợp cả hai nhà nước này thành một nhà nước duy nhất là Hán Triệu. Nhiều văn bản phương Tây coi đây là hai nhà nước riêng biệt; trong khi những văn bản khác gọi nước Hán này là Bắc Hán (北漢), một tên gọi hiện nay được dùng để chỉ Nhà nước Bắc Hán (951-979) trong thời kỳ Ngũ đại Thập quốc. Tuy nhiên, việc coi đây như là hai nhà nước tách biệt cần được coi là sai lầm hoàn toàn, bởi vì khi Lưu Diệu đổi tên từ Hán thành Triệu năm 319, ông coi nhà nước của mình như là sự tiếp nối từ thời kỳ mà Lưu Uyên lập ra nó năm 304; mặc dù ông không công nhận mối liên hệ với nhà Hán trước đó và tuyên bố tổ tiên là từ một thiền vu vĩ đại của người Hung Nô là Mặc Đốn (冒顿).

## Hình thành
Vào thập niên 280, một lượng lớn (khoảng 400.000) người Hung Nô chăn nuôi gia súc sinh sống tại khu vực Sa mạc Ordos (Ngạc Nhĩ Đa Tư) và Tịnh Châu (并州), đơn vị hành chính bao gồm các khu vực ngày nay của toàn bộ tỉnh Sơn Tây, tây nam Nội Mông Cổ và đông Thiểm Tây, sau khi Tào Tháo dời họ tới đây và chia họ ra thành "ngũ bộ" (五部). Những người Hung Nô này dường như cuối cùng đã thay đổi cách sống du canh du cư trên thảo nguyên sang việc chăn nuôi gia súc và ở một mức độ nhất định là làm nông nghiệp.
Sự Hán hóa là rõ ràng, đặc biệt trong tầng lớp quý tộc; Lưu Uyên, thủ lĩnh cha truyền con nối của "Tả bộ" (左部) đã được học hành tại Lạc Dương, Kinh đô nhà Tấn, và rất giỏi văn học, lịch sử, chiến lược và chiến thuật quân sự Trung Hoa - sự tinh thông của một người hoàn hảo theo ý nghĩa kinh điển. Người ta còn cho rằng nhà Tấn đã có ý định giao cho Lưu Uyên làm chỉ huy lực lượng đi chinh phục các tàn dư nhà Đông Ngô; nhưng sau đó đã không dùng do ông là người Hung Nô.
Tuy nhiên, trong số các thủ lĩnh của người Hung Nô, bao gồm cả Lưu Uyên, ý nghĩ về sự tách rời ra khỏi Trung Quốc luôn luôn được ghi nhớ. Phần lớn những người chăn nuôi gia súc vẫn giữ được các kỹ năng cưỡi ngựa và khả năng đánh trận. Sự bất mãn chống lại nhà Tấn và vị trí thấp kém của họ luôn nhắc nhở họ càng tìm kiếm một quốc gia tự trị của người Hung Nô. Điều này được thể hiện trong câu nói của một trong số các thủ lĩnh "kể từ khi nhà Hán sụp đổ, nhà Ngụy và nhà Tấn đã nối tiếp nhau. Mặc dù Thiền vu của chúng ta [Hung Nô] đã có danh phận cha truyền con nối, nhưng không có một chỗ đứng trên lãnh thổ có chủ quyền".
Các diễn biến trong Loạn bát vương cuối cùng đã có lợi cho người Hung Nô. Lưu Uyên đã thu được nhiều lợi ích từ một Thành Đô Vương (Tư Mã Dĩnh) đã tuyệt vọng, người bị đánh bại tại căn cứ Nghiệp Thành (鄴城) để tập hợp được khoảng 50.000 chiến binh Hung Nô.
Sau đó Lưu Uyên tự xưng "Hán Vương", một tước hiệu đã được Lưu Bang (người sáng lập ra nhà Hán) dùng hàng thế kỷ trước đó - một sự chấp nhận có tính toán về nhà Hán đã sụp đổ từ trước đó rất lâu, dựa trên các cuộc hôn nhân hỗn hợp thời kỳ đầu của các thiền vu Hung Nô và các công chúa nhà Hán, để tranh thủ lực lượng tấn công những kẻ tiếm ngôi (nhà Ngụy và nhà Tấn). Lưu Uyên hy vọng là địa vị pháp lý chính thống như vậy sẽ giúp ông có được sự ủng hộ của các quý tộc Trung Hoa. Các động cơ chính trị của ông cũng góp phần giải thích việc chấp nhận và áp dụng hệ tư tưởng-chính trị của đẳng cấp quý tộc Trung Hoa.

## DiệtTây Tấn
Tuy nhiên, sự tuyên bố như vậy vẫn chỉ là danh nghĩa - các cố gắng trận mạc của Lưu Uyên cuối cùng đã vượt quá kế hoạch chính thống ban đầu của ông. Nhà nước Hán của ông đã thu được sự ủng hộ của một số thủ lĩnh các bộ lạc phi Hán như người Tiên Ti và người Đê và một số lực lượng lục lâm thảo khấu, bao gồm cả lực lượng của cựu nô lệ Thạch Lặc người Yết. Tuy nhiên, Bộ lạc Thác Bạt (拓拔) láng giềng (là những người Tiên Ti du canh du cư hùng mạnh tại Nội Mông Cổ ngày nay và miền Bắc Sơn Tây), dưới sự lãnh đạo của thủ lĩnh của họ là Thác Bạt Y Lư đã xâm phạm vào khu vực sinh sống của người Hung Nô của Nhà nước Hán mới này. Một nhà nước Hung Nô hùng mạnh có thể là vật cản trở hy vọng của người Thác Bạt trong việc di cư vào khu vực này.
Về một phía, người Thác Bạt có được sự giúp đỡ của nhà Tấn tại khu vực Bình để phản công chống lại nhà nước Hán. Ở bên kia là kỵ binh Hung Nô, rất thành công trong việc cướp bóc mọi nơi, nhưng đã thất bại trong việc chiếm thành Tấn Dương (晉陽 - thành phố Thái Nguyên, thủ phủ tỉnh Sơn Tây ngày nay), thủ phủ khu vực Bính, mặc dù tướng giữ thành Tư Mã Đằng đã bỏ chạy vào khu vực Đồng bằng Hoa Bắc và để lại một sự hỗn loạn. Tướng giữ thành mới là Lưu Côn, đã chấn chỉnh lại việc giữ thành và lợi dụng mâu thuẫn giữ người Thác Bạt và Hung Nô để kiếm lợi. Lòng trung thành của người Thác Bạt đã được tưởng thưởng - Năm địa khu đã được thưởng cho Thác Bạt Ỷ Lư vào năm 310 và ông cũng được phong vương tại đất Đại. Khu vực xung quanh Tấn Dương còn nằm trong tay nhà Tấn cho đến tận khi Thác Bạt Ỷ Lư chết năm 316 và bị hạ sau một cuộc phản công thảm khốc. Lưu Côn bỏ chạy nhưng sau đó bị thủ lĩnh của người Tiên Ti Đoàn Thất Đạn sát hại.
Năm 310, Lưu Uyên chết, Lưu Thông lên thay, tiếp tục tấn công Tây Tấn. Năm 311, quân Hung Nô đánh bại quân nhà Tấn trên chiến trường và từ mọi ngả kéo về kinh đô Lạc Dương. Các mãnh tướng Thạch Lặc, Lưu Diệu, Hô Diên Yến đánh hạ được Lạc Dương, giết 3 vạn quân Tấn, bắt sống Tấn Hoài Đế.
Năm 313, Hoài Đế bị làm nhục và tử hình. Triều thần nhà Tấn lập Tư Mã Nghiệp làm Tấn Mẫn Đế tại Trường An, nhưng tới năm 316, Lưu Thông lại điều binh đánh chiếm Trường An, bắt gọn Mẫn Đế. Mẫn Đế cũng không tránh khỏi số phận như Hoài Đế, bị làm nhục và bị giết.

## Tan rã
Tất cả những người cai trị Nhà nước Hán Triệu đều tự xưng "Hoàng đế". Các vua Hán Triệu nói chung là những người thông minh và ăn nói lưu loát, nhưng thiếu sự kiềm chế và thể hiện sự tàn độc thái quá trên chiến trường. Điển hình cho tính cách này là Lưu Thông (劉聰, tức Chiêu Vũ Đế nhà Hán Triệu) (310-318), là người có khả năng thấy được các kế hoạch chiến lược tốt từ những điều xấu, nhưng buông thả trong rượu và phụ nữ, và kiểu cách cư xử thất thường của ông thường dẫn đến cái chết của những quan chức trung thực nhất. Vì thế Hán Triệu là quốc gia không bao giờ thể hiện hết được tiềm năng của mình - nhà nước này có nhiều tướng lĩnh tài năng và quân đội hùng mạnh khi được sử dụng hợp lý, nhưng chưa bao giờ kết thúc được các cuộc chinh phục mà các vị vua đã đề ra và cuối cùng đã rơi vào tay viên tướng cũ Thạch Lặc.
Mặc dù theo biên niên sử thì Hán Triệu không phải là mạnh nhất trong số 16 quốc gia, nhưng quân đội của nhà nước này đã cướp phá các kinh đô nhà Tây Tấn tại Lạc Dương năm 311 và Trường An năm 316. Quan lại và Hoàng tộc nhà Tây Tấn phải dời đến Kiến Khang, nằm ở phía đông Lạc Dương và Trường An và thành lập nên nhà Đông Tấn, dưới quyền Tư Mã Duệ, sau này trở thành Tấn Nguyên Đế.
Năm 318, Lưu Thông chết. Lưu Xán (Hán Ấn Đế) và Hoàng tộc tại Lâm Phần đã bị lật đổ và tử hình trong một vụ chính biến cung đình do Cách Chuẩn cầm đầu. Nhưng sau đó chính Chuẩn lại bị Thạch Lặc và Lưu Diệu trừ khử. Lưu Diệu, trong vai trò của Hoàng tử kế vị, đã lên ngôi và đổi tên Quốc gia thành Triệu. Nhà nước Hán Triệu kéo dài đến năm 329 khi Thạch Lặc đánh bại Lưu Diệu tại trận chiến trên sông Lạc. Lưu Diệu bị bắt sống và tử hình; các con ông không chống nổi các trận chiến kế tiếp.
Nước Hán Triệu tồn tại được 25 năm, có tất cả sáu vua.

## Các vị vua Hán Triệu
| Miếu hiệu              | Thụy hiệu         | Họ tên           | Trị vì                                  | Niên hiệu                                                                                           |
| ---------------------- | ----------------- | ---------------- | --------------------------------------- | --------------------------------------------------------------------------------------------------- |
| Hán 304-319            |                   |                  |                                         | |
| Hán Cao Tổ (漢高祖)    | Quang Văn (光文), | Lưu Uyên (劉淵)  | 304-310                                 | Nguyên Hi (元熙) 304-308 Vĩnh Phượng (永鳳) 308-309 Hà Thủy (河瑞) 309-310                          |
| Không                  | Không             | Lưu Hòa (劉和)   | 7 ngày năm 310                          | Không                                                                                               |
| Hán Liệt Tông (漢烈宗) | Chiêu Vũ (昭武)   | Lưu Thông (劉聰) | 310-318                                 | Quang Hưng (光興) 310-311 Gia Bình (嘉平) 311-315 Kiến Nguyên (建元) 315-316 Lân Gia (麟嘉) 316-318 |
| Không                  | Ẩn (隱)           | Lưu Xán (劉粲)   | 2 tháng, từ tháng 7 đến tháng 9 năm 318 | Hán Xương (漢昌) 318                                                                                |
| Tiền Triệu 319-329     |                   |                  |                                         | |
| Không tồn tại          | Hậu Chủ (後主)    | Lưu Diệu (劉曜)  | 318-329                                 | Quang Sơ (光初) 318-329                                                                             |
| Không                  | Không             | Lưu Hy (劉熙)    | 329                                     | Không                                                                                               |

Lưu ý: Lưu Hy là người kế vị của Lưu Diệu, là người lên nắm quyền khi Lưu Diệu bị bại trận trước Vua nhà Hậu Triệu Thạch Lặc bắt sống, nhưng không bao giờ có niên hiệu, miếu hiệu và thụy hiệu.